# Vòng loại Giải vô địch bóng đá thế giới 2010 – Khu vực châu Á (Vòng 4)
Các trận đấu thuộc vòng thứ tư của vòng loại Giải vô địch bóng đá thế giới 2010 khu vực châu Á diễn ra từ ngày 6 tháng 9 năm 2008 đến ngày 17 tháng 6 năm 2009.

## Thể thức
10 đội tuyển giành quyền tham dự từ vòng 3 (5 đội nhất bảng và 5 đội nhì bảng) được chia thành hai bảng, mỗi bảng gồm năm đội. Cũng giống như vòng trước, các đội trong mỗi bảng thi đấu với nhau theo thể thức vòng tròn hai lượt tính điểm trên sân nhà và sân khách. Hai đội đứng đầu mỗi bảng sẽ trực tiếp giành quyền tham dự Giải vô địch bóng đá thế giới 2010, còn hai đội xếp thứ ba của hai bảng sẽ đi tiếp vào vòng 5.

## Các đội tuyển giành quyền tham dự
Mười đội tuyển tham dự vòng loại thứ tư ở dưới đây đã kết thúc vòng ba ở vị trí nhất hoặc nhì bảng tương ứng của mình.
| Bảng (Vòng 3) | Đội nhất bảng | Đội nhì bảng      |
| ------------- | ------------- | ----------------- |
| A             | Úc            | Qatar             |
| B             | Nhật Bản      | Bahrain           |
| C             | Hàn Quốc      | CHDCND Triều Tiên |
| D             | Uzbekistan    | Ả Rập Xê Út       |
| E             | Iran          | UAE               |

## Bốc thăm
Lễ bốc thăm chia bảng cho vòng loại thứ tư được tổ chức vào ngày 27 tháng 6 năm 2008 tại trụ sở AFC ỏ Kuala Lumpur, Malaysia.
Hạt giống của các đội tuyển được xác định dựa trên thành tích thi đấu tại vòng loại và vòng chung kết của FIFA World Cup 2006, trong đó sáu đội có thứ hạng cao nhất được phân đều vào ba nhóm, các đội còn lại có thứ hạng thấp hơn được xếp chung vào một nhóm. Mỗi bảng sẽ bao gồm một đội của nhóm 1, một đội của nhóm 2, một đội của nhóm 3 và hai đội của nhóm 4.
Do Ả Rập Xê Út và Nhật Bản có thứ hạng ngang nhau (đều được xếp hạng 4), một phần bốc thăm đã được thực hiện trước khi tiến hành chia bảng để tách hai đội này vào hai nhóm. Nhật Bản đã được bốc thăm và được xếp vào nhóm 2 với tư cách là đội xếp hạt giống số 4.
| Nhóm 1          | Nhóm 2            | Nhóm 3                  | Nhóm 4                                         |
| --------------- | ----------------- | ----------------------- | ---------------------------------------------- |
| Úc · Hàn Quốc · | Iran · Nhật Bản · | Ả Rập Xê Út · Bahrain · | Uzbekistan · CHDCND Triều Tiên · UAE · Qatar · |

## Lịch thi đấu
Lịch thi đấu như sau.
| Lượt đấu    | Các ngày             |
| ----------- | -------------------- |
| Lượt đấu 1  | 6 tháng 9 năm 2008   |
| Lượt đấu 2  | 10 tháng 9 năm 2008  |
| Lượt đấu 3  | 15 tháng 10 năm 2008 |
| Lượt đấu 4  | 19 tháng 11 năm 2008 |
| Lượt đấu 5  | 11 tháng 2 năm 2009  |
| Lượt đấu 6  | 28 tháng 3 năm 2009  |
| Lượt đấu 7  | 1 tháng 4 năm 2009   |
| Lượt đấu 8  | 6 tháng 6 năm 2009   |
| Lượt đấu 9  | 10 tháng 6 năm 2009  |
| Lượt đấu 10 | 17 tháng 6 năm 2009  |

## Các bảng đấu

### Bảng A
| VT | Đội        | ST | T | H | B | BT | BB | HS  | Đ  | Giành quyền tham dự |     | Úc  | Nhật Bản | Bahrain | Qatar | Uzbekistan |
| -- | ---------- | -- | - | - | - | -- | -- | --- | -- | ------------------- | --- | --- | -------- | ------- | ----- | ---------- |
| 1  | Úc         | 8  | 6 | 2 | 0 | 12 | 1  | +11 | 20 | FIFA World Cup 2010 |     | —   | 2–1      | 2–0     | 4–0   | 2–0        |
| 2  | Nhật Bản   | 8  | 4 | 3 | 1 | 11 | 6  | +5  | 15 | FIFA World Cup 2010 |     | 0–0 | —        | 1–0     | 1–1   | 1–1        |
| 3  | Bahrain    | 8  | 3 | 1 | 4 | 6  | 8  | −2  | 10 | Vòng 5              |     | 0–1 | 2–3      | —       | 1–0   | 1–0        |
| 4  | Qatar      | 8  | 1 | 3 | 4 | 5  | 14 | −9  | 6  |                     |     | 0–0 | 0–3      | 1–1     | —     | 3–0        |
| 5  | Uzbekistan | 8  | 1 | 1 | 6 | 5  | 10 | −5  | 4  |                     | 0–1 | 0–1 | 0–1      | 4–0     | —     |            |

| Bahrain                        | 2–3      | Nhật Bản                                             |
| ------------------------------ | -------- | ---------------------------------------------------- |
| Isa 87' · Tulio 88' (lưới nhà) | Chi tiết | S. Nakamura 18' · Endō 44' (ph.đ.) · K. Nakamura 85' |

| Qatar                                           | 3–0      | Uzbekistan |
| ----------------------------------------------- | -------- | ---------- |
| Siddiq 37' · Magid Mohamed 73' · Al-Bloushi 86' | Chi tiết |            |

| Uzbekistan | 0–1      | Úc               |
| ---------- | -------- | ---------------- |
|            | Chi tiết | Chipperfield 26' |

| Qatar    | 1–1      | Bahrain    |
| -------- | -------- | ---------- |
| Soria 6' | Chi tiết | Fatadi 67' |

| Úc                                                | 4–0      | Qatar |
| ------------------------------------------------- | -------- | ----- |
| Cahill 8' · Emerton 17' (ph.đ.) 58' · Kennedy 76' | Chi tiết |       |

| Nhật Bản   | 1–1        | Uzbekistan    |
| ---------- | ---------- | ------------- |
| Tamada 40' | (Chi tiết) | Shatskikh 27' |

| Bahrain | 0–1        | Úc              |
| ------- | ---------- | --------------- |
|         | (Chi tiết) | Bresciano 90+3' |

| Qatar | 0–3        | Nhật Bản                            |
| ----- | ---------- | ----------------------------------- |
|       | (Chi tiết) | Tanaka 19' · Tamada 47' · Tulio 68' |

| Nhật Bản | 0–0        | Úc |
| -------- | ---------- | -- |
|          | (Chi tiết) |    |

| Uzbekistan | 0–1        | Bahrain           |
| ---------- | ---------- | ----------------- |
|            | (Chi tiết) | Abdulrahman 90+4' |

| Nhật Bản        | 1–0        | Bahrain |
| --------------- | ---------- | ------- |
| S. Nakamura 47' | (Chi tiết) |         |

| Uzbekistan                          | 4–0        | Qatar |
| ----------------------------------- | ---------- | ----- |
| Tadjiyev 34' 45+2' 53' · Soliev 62' | (Chi tiết) |       |

| Úc                               | 2–0        | Uzbekistan |
| -------------------------------- | ---------- | ---------- |
| Kennedy 66' · Kewell 73' (ph.đ.) | (Chi tiết) |            |

| Bahrain   | 1–0        | Qatar |
| --------- | ---------- | ----- |
| Aaish 52' | (Chi tiết) |       |

| Uzbekistan | 0–1        | Nhật Bản   |
| ---------- | ---------- | ---------- |
|            | (Chi tiết) | Okazaki 9' |

| Qatar | 0–0        | Úc |
| ----- | ---------- | -- |
|       | (Chi tiết) |    |

| Úc                          | 2–0        | Bahrain |
| --------------------------- | ---------- | ------- |
| Sterjovski 55' · Carney 88' | (Chi tiết) |         |

| Nhật Bản            | 1–1        | Qatar            |
| ------------------- | ---------- | ---------------- |
| Al Binali 3' (l.n.) | (Chi tiết) | Afif 53' (ph.đ.) |

| Úc             | 2–1        | Nhật Bản  |
| -------------- | ---------- | --------- |
| Cahill 59' 77' | (Chi tiết) | Tulio 39' |

| Bahrain         | 1–0        | Uzbekistan |
| --------------- | ---------- | ---------- |
| Abdulrahman 73' | (Chi tiết) |            |

### Bảng B
| VT | Đội               | ST | T | H | B | BT | BB | HS  | Đ  | Giành quyền tham dự |     | Hàn Quốc | Cộng hòa Dân chủ Nhân dân Triều Tiên | Ả Rập Xê Út | Iran | Các Tiểu vương quốc Ả Rập Thống nhất |
| -- | ----------------- | -- | - | - | - | -- | -- | --- | -- | ------------------- | --- | -------- | ------------------------------------ | ----------- | ---- | ------------------------------------ |
| 1  | Hàn Quốc          | 8  | 4 | 4 | 0 | 12 | 4  | +8  | 16 | FIFA World Cup 2010 |     | —        | 1–0                                  | 0–0         | 1–1  | 4–1                                  |
| 2  | CHDCND Triều Tiên | 8  | 3 | 3 | 2 | 7  | 5  | +2  | 12 | FIFA World Cup 2010 |     | 1–1      | —                                    | 1–0         | 0–0  | 2–0                                  |
| 3  | Ả Rập Xê Út       | 8  | 3 | 3 | 2 | 8  | 8  | 0   | 12 | Vòng 5              |     | 0–2      | 0–0                                  | —           | 1–1  | 3–2                                  |
| 4  | Iran              | 8  | 2 | 5 | 1 | 8  | 7  | +1  | 11 |                     |     | 1–1      | 2–1                                  | 1–2         | —    | 1–0                                  |
| 5  | UAE               | 8  | 0 | 1 | 7 | 6  | 17 | −11 | 1  |                     | 0–2 | 1–2      | 1–2                                  | 1–1         | —    |                                      |

| UAE       | 1–2        | CHDCND Triều Tiên                    |
| --------- | ---------- | ------------------------------------ |
| Saeed 86' | (Chi tiết) | Choe Kum-Chol 72' · An Chol-Hyok 81' |

| Ả Rập Xê Út   | 1–1        | Iran         |
| ------------- | ---------- | ------------ |
| Al-Harthi 29' | (Chi tiết) | Nekounam 81' |

| CHDCND Triều Tiên        | 1–1        | Hàn Quốc          |
| ------------------------ | ---------- | ----------------- |
| Hong Yong-Jo 64' (ph.đ.) | (Chi tiết) | Ki Sung-Yueng 69' |

| UAE        | 1–2        | Ả Rập Xê Út               |
| ---------- | ---------- | ------------------------- |
| Khater 23' | (Chi tiết) | Otaif 69' · Al-Fraidi 73' |

| Hàn Quốc                                                  | 4–1        | UAE            |
| --------------------------------------------------------- | ---------- | -------------- |
| Lee Keun-Ho 20' 80' · Park Ji-Sung 26' · Kwak Tae-Hwi 89' | (Chi tiết) | Al Hammadi 72' |

| Iran                         | 2–1        | CHDCND Triều Tiên |
| ---------------------------- | ---------- | ----------------- |
| Mahdavikia 9' · Nekounam 63' | (Chi tiết) | Jong Tae-Se 72'   |

| UAE        | 1–1        | Iran        |
| ---------- | ---------- | ----------- |
| Juma'a 19' | (Chi tiết) | Bagheri 81' |

| Ả Rập Xê Út | 0–2        | Hàn Quốc                               |
| ----------- | ---------- | -------------------------------------- |
|             | (Chi tiết) | Lee Keun-Ho 76' · Park Chu-Young 90+2' |

| CHDCND Triều Tiên | 1–0        | Ả Rập Xê Út |
| ----------------- | ---------- | ----------- |
| Mun In-Guk 28'    | (Chi tiết) |             |

| Iran         | 1–1        | Hàn Quốc         |
| ------------ | ---------- | ---------------- |
| Nekounam 58' | (Chi tiết) | Park Ji-Sung 81' |

| CHDCND Triều Tiên                   | 2–0        | UAE |
| ----------------------------------- | ---------- | --- |
| Pak Nam-Chol 51' · Mun In-Guk 90+3' | (Chi tiết) |     |

| Iran        | 1–2        | Ả Rập Xê Út                  |
| ----------- | ---------- | ---------------------------- |
| Shojaei 57' | (Chi tiết) | Hazazi 79' · Al-Muwallad 87' |

| Hàn Quốc        | 1–0        | CHDCND Triều Tiên |
| --------------- | ---------- | ----------------- |
| Kim Chi-Woo 86' | (Chi tiết) |                   |

| Ả Rập Xê Út                                           | 3–2        | UAE                         |
| ----------------------------------------------------- | ---------- | --------------------------- |
| Abdoh Otaif 4' (ph.đ.) · Juma 70' (l.n.) · Hazazi 85' | (Chi tiết) | Al Shehhi 38' · Matar 45+1' |

| CHDCND Triều Tiên | 0–0        | Iran |
| ----------------- | ---------- | ---- |
|                   | (Chi tiết) |      |

| UAE | 0–2        | Hàn Quốc                              |
| --- | ---------- | ------------------------------------- |
|     | (Chi tiết) | Park Chu-Young 9' · Ki Sung-Yueng 37' |

| Hàn Quốc | 0–0        | Ả Rập Xê Út |
| -------- | ---------- | ----------- |
|          | (Chi tiết) |             |

| Iran       | 1–0        | UAE |
| ---------- | ---------- | --- |
| Karimi 53' | (Chi tiết) |     |

| Hàn Quốc         | 1–1        | Iran        |
| ---------------- | ---------- | ----------- |
| Park Ji-Sung 82' | (Chi tiết) | Shojaei 52' |

| Ả Rập Xê Út | 0–0        | CHDCND Triều Tiên |
| ----------- | ---------- | ----------------- |
|             | (Chi tiết) |                   |

## Cầu thủ ghi bàn
Đã có 80 bàn thắng ghi được trong 40 trận đấu, trung bình 2 bàn thắng mỗi trận đấu.
3 bàn thắng
- Tim Cahill
- Javad Nekounam
- Lee Keun-Ho
- Park Ji-Sung
- Farhod Tadjiyev

2 bàn thắng
- Brett Emerton
- Joshua Kennedy
- Nakamura Shunsuke
- Tamada Keiji
- Marcus Tulio Tanaka
- Mun In-Guk
- Ki Sung-Yueng
- Park Chu-Young
- Naif Hazazi
- Abdoh Otaif
- Masoud Shojaei
- Mahmood Abdulrahman

1 bàn thắng
- Mark Bresciano
- David Carney
- Scott Chipperfield
- Harry Kewell
- Mile Sterjovski
- Faouzi Mubarak Aaish
- Abdulla Baba Fatadi
- Salman Isa
- Karim Bagheri
- Ali Karimi
- Mehdi Mahdavikia
- Endō Yasuhito
- Nakamura Kengo
- Okazaki Shinji
- Tanaka Tatsuya
- An Chol-Hyok
- Choe Kum-Chol
- Hong Yong-Jo
- Jong Tae-Se
- Pak Nam-Chol
- Kim Chi-Woo
- Kwak Tae-Hwi
- Ali Afif
- Talal Al-Bloushi
- Magid Mohamed
- Majdi Siddiq
- Sebastián Soria
- Ahmed Al-Fraidi
- Saad Al-Harthi
- Osama Al-Muwallad
- Ismail Al Hammadi
- Mohammed Al Shehhi
- Abdulrahim Jumaa
- Subait Khater
- Ismail Matar
- Bashir Saeed
- Maksim Shatskikh
- Anvarjon Soliev

1 bàn phản lưới nhà
- Tanaka Marcus Tulio (trong trận gặp Bahrain)
- Fares Juma (trong trận gặp Ả Rập Xê Út)
- Ahmed Ali Al Binali (trong trận gặp Nhật Bản)